# Batalla de Guayabos
La batalla de Guayabos o batalla d'Arerunguá va tenir lloc el 10 de gener de 1815, abans de les guerres de la independència de l'Uruguai. Es van enfrontar les forces federals orientals sota les ordres de Fructuoso Rivera amb les tropes centralistes o unitàries de Buenos Aires, i va acabar amb la derrota d'aquestes últimes.

## Desenvolupament
Colònia espanyola, la Banda Oriental, actual Uruguai, va lluitar per la independència des de 1811. Amb el suport de la junta separatista a Buenos Aires, els orientals van ser els responsables d'un setge a Montevideo, però la primera expedició portuguesa (1811-1812), que havia acudit en ajuda dels espanyols, els va obligar a abandonar el seu projecte.
Les hostilitats no es van limitar a aturar un segon setge. Els avanços de les tropes orientals van conduir a la rendició de Montevideo el 20 de juny de 1814. Aquest va ser el final del domini espanyol a la regió del Riu de la Plata, però la guerra encara no havia acabat.
De fet, les relacions entre Buenos Aires i els orientals comandats per José Gervasio Artigas, qui va advocar per un sistema federal a la regió i en contra del principi d'un govern centralitzat defensat per la capital argentina, havien estat sempre turbulentes i de vegades contradictòries. No obstant això, Buenos Aires va decidir imposar la seva hegemonia, els antics aliats van passar a ser els adversaris. Les hostilitats van començar ràpidament, els primers enfrontaments (Las Piedras, 25 de juny de 1814) van ser favorables als porteños (habitants de Buenos Aires).
El 10 de gener de 1815, els dos exèrcits es van trobar de nou a la riba del riu Guayabos i aquesta vegada els orientals, sota les ordres de Fructuoso Rivera, van sortir victoriosos, infligint una severa derrota a les tropes del bonaerenc Manuel Dorrego.
La victòria dels orientals va ser temporal. Els portuguesos van envair el territori i el van integrar al domini del Brasil cap al 1821 amb el nom de Província Cisplatina.